# DTM-Saison 2019
Die DTM-Saison 2019 war die 33. Saison der DTM und die 20. seit Neugründung der Serie im Jahr 2000. Sie begann am 3. Mai 2019 in Hockenheim und endete am 6. Oktober an selber Stelle. Die Saison umfasste 18 Wertungsläufe an neun Rennwochenenden sowie zwei weitere Rennen, die im November gemeinsam mit der japanischen Super GT ausgetragen wurden, und wurde von dem Deutschen Motor Sport Bund und der ITR veranstaltet.
Der DTM-Meister der Saison 2018, der Brite Gary Paffett, trat 2019 nicht mehr in der Serie an und konnte seinen Titel damit nicht verteidigen. Dasselbe galt auch für die Sieger in Team- und Herstellermeisterschaft, HWA beziehungsweise Mercedes-Benz. Somit startete René Rast, Vizemeister 2018, als bestplatzierter Pilot des Vorjahres in die Saison 2019. Als dritter Hersteller neben Audi und BMW nahm 2019 anstelle von Mercedes Aston Martin an der DTM teil. Daneben waren Honda, Lexus und Nissan im Rahmen eines Gaststarts mit jeweils einem Fahrzeug Teil des Saisonfinales in Hockenheim.
René Rast gewann nach 16 von 18 Rennen vorzeitig seinen zweiten Meistertitel in der DTM nach 2017. Den Sieg in der Markenwertung sicherte sich Audi. Die Meisterschaft der Teams gewann das Audi Sport Team Rosberg.

## Änderungen 2019

### Rennstrecken und Reglement
Die Anzahl der Rennen wurde zur Saison 2019 von 20 auf 18 an neun Rennwochenenden verringert. Dabei wurden die Veranstaltungen in Zandvoort, auf dem Red Bull Ring sowie auf dem Hungaroring aus dem Rennkalender gestrichen. Neu hinzu kam hingegen der TT Circuit Assen, zudem gastierte die DTM erstmals seit 2002 wieder auf dem Circuit Zolder.
Im Vergleich zu den Vorjahren wurde die Zahl der Freien Trainings an jedem Rennwochenende von drei auf zwei am Freitag reduziert. Diese hatten eine Dauer von 45 beziehungsweise 30 Minuten, anschließend standen jeweils weitere fünf Minuten für Startübungen zur Verfügung. Alle Rennen wurden um 13:30 Uhr Ortszeit gestartet, die im Vorjahr erstmals ausgetragenen Nachtrennen in Misano entfielen, während die Strecke selbst jedoch Teil des Kalenders blieb. Für die Rennen wurde zu Saisonbeginn eine Rundenzahl festgelegt, die sich an einer Renndauer von 58 Minuten orientierte. Zuvor wurde in allen Wertungsläufen über eine Zeit von 55 Minuten mit einer anschließenden weiteren Runde gefahren, die genaue Anzahl der Umläufe war somit unbestimmt. Jedes Rennen hatte eine Maximaldauer von 70 Minuten. Durch das Safety Car neutralisierte Runden wurden zu der zuvor bestimmten Distanz addiert, die maximale Anzahl der zu addierenden Rennrunden lag bei drei. Diese Änderungen wurden bereits nach dem ersten Rennwochenende in Hockenheim teilweise wieder zurückgenommen und man kehrte zu dem bisherigen Format mit 55 zu fahrenden Minuten und einer weiteren Runde zurück. Weiterhin konnten jedoch nun bis zu zwei unter Safety-Car-Bedingungen absolvierte Umläufe durch den Rennleiter angehängt werden. Diese Rückgängigmachung geschah, um der im Vergleich zu 2018 zum Teil kürzeren Übertragungszeit des TV-Partners Sat.1 nach den Rennen gerecht zu werden. Für die Herstellerwertung wurden nur noch die besten vier Fahrzeuge pro Marke in jedem Rennen gewertet. Diese Änderung wurde aufgrund der unterschiedlichen Anzahl an Fahrzeugen, die die Hersteller einsetzten, notwendig.
Das Gewicht der Fahrzeuge ohne das des Fahrers und des Kraftstoffes wurde von 1031 auf 986 Kilogramm reduziert. Bedingt durch das im Rahmen der Kooperation der DTM mit der japanischen Super GT entstandene Class-1-Reglement kamen 2019 erstmals Vierzylinder-Turbomotoren mit zwei Litern Hubraum statt der bisherigen Achtzylinder-Saugmotoren zum Einsatz. Diese hatten eine Leistung von etwa 620 Pferdestärken und es waren damit Geschwindigkeiten von mehr als 300 Kilometer pro Stunde möglich. Im Bereich der Aerodynamik wurden neben neuen Diffusoren an Front und Heck der Fahrzeuge Unterböden und Heckflügel eingesetzt, die auf denen der japanischen Super-GT-Fahrzeuge basierten. Der Nutzungsmodus des seit 2013 genutzten Drag Reduction Systems wurde angepasst, dabei musste ein Fahrer nun einen Abstand von weniger als drei Sekunden zum Vordermann haben, um davon Gebrauch machen zu dürfen. In den letzten fünf Runden eines Rennens war die Verwendung für alle Teilnehmer mit Ausnahme des Führenden unabhängig von diesem Abstand freigegeben. Mit der neu eingeführten Push-to-pass-Funktion war eine kurzzeitige Steigerung der Motorleistung um 30 Pferdestärken möglich. Die Funktion durfte maximal zwölfmal pro Rennen zur Anwendung kommen, ansonsten galten für den Einsatz dieselben Regeln wie bei dem Drag Reduction System. Auf die bislang beim Start genutzte Feststellbremse wurde verzichtet. Die sogenannte Firewall schirmte den Innenraum der Fahrzeuge hinter dem Fahrer ab und sollte diesen vor Gefahren bei Unfällen schützen. Der Innenspiegel wurde im Zuge dessen durch ein Rückfahrsystem ersetzt.
Ziel des gemeinsamen Reglements ist es, die beiden Serien auch mit niedrigen Kosten für neue Hersteller attraktiv zu machen. Ab 2020 wird auch die Super GT nach dem Class-1-Reglement fahren. Bereits Ende 2019 gibt es gemeinsame Rennen der DTM und der Super GT, die auf dem Hockenheimring Baden-Württemberg und dem Fuji Speedway durchgeführt werden. Dabei erfolgte zunächst ein Gaststart von drei Fahrzeugen aus der japanischen Serie beim Saisonfinale der DTM in Hockenheim von 4. bis 6. Oktober 2019. Jeweils eines dieser Fahrzeuge wurde von den Herstellern der Super GT – Honda, Lexus und Nissan – entsendet.

„Damit bieten wir den DTM-Fans zum Saisonabschluss ein echtes Highlight. Sechs Marken in der Startaufstellung eines DTM-Rennens – einfach beeindruckend. Dies ist ein Beleg für das enorme Potenzial der Kooperation von Super GT und DTM.“

Am 23. und 24. November 2019 wird eine gemeinsame Veranstaltung beider Rennserien in Fuji stattfinden. Diese wird, wie in der DTM, jedoch anders als in der Super GT üblich, zwei Rennen ohne Betankung während der Boxenstopps und ohne Fahrerwechsel umfassen.

### Hersteller, Teams und Fahrer
Im Juli 2017 gab Mercedes-Benz bekannt, mit Ende der DTM-Saison 2018 aus der Serie auszuscheiden, um ab 2019 neben dem weiterbestehenden Engagement als Konstrukteur und Team in der Formel-1-Weltmeisterschaft auch an der FIA-Formel-E-Meisterschaft teilzunehmen. Als dritter Hersteller neben Audi und BMW stieg 2019 der britische Sportwagenhersteller Aston Martin in die DTM ein. Es war zunächst jedoch noch unklar, zu welchem Rennen das Debüt von Aston Martin erfolgen würde. Mit dem Ausstieg von Mercedes-Benz zog sich zur Saison 2019 auch das Mercedes-Werksteam HWA aus der DTM zurück, das seinerseits jedoch nun in der FIA-Formel-E-Meisterschaft 2018/19 an den Start ging. Als Einsatzteam für Aston Martin nahm das im Schweizer Kanton St. Gallen beheimatete Team R-Motorsport an der Serie teil. Das Team kooperierte in einem Joint Venture mit HWA, das für die Entwicklung und den Einsatz der Fahrzeuge zuständig war. Zudem setzte das belgische W Racing Team als WRT Team Audi Sport für Audi zwei nicht werksunterstützte Kundenfahrzeuge ein.
Der zweifache DTM-Champion und Titelverteidiger der Saison 2018 Gary Paffett wechselte zur Saison 2018/19 in die FIA-Formel-E-Meisterschaft, in der er – wie zuletzt auch schon in der DTM – für HWA an den Start ging. Denselben Schritt vollzog zunächst auch Daniel Juncadella, der, anders als Paffett, in der Formel E jedoch nur als Test- und Ersatzfahrer von HWA zum Einsatz kam. Am 19. Februar 2019 wurde bekannt, dass Juncadella für R-Motorsport auch in der DTM verbleiben würde. Mit Edoardo Mortara und Pascal Wehrlein starteten 2018/19 zwei weitere ehemalige Mercedes-DTM-Piloten in der Elektrorennserie. Mortara hatte bereits 2017/18 parallel zu seinem DTM-Engagement eine Saison in der Formel E für das Venturi Formula E Team absolviert, für das er auch 2018/19 startete. Gleichzeitig blieb er Mercedes-Werksfahrer. Wehrlein hingegen verließ den Hersteller und fuhr für Mahindra Racing. Lucas Auer kehrte ebenfalls in den Monopostosport zurück und wechselte zu B-Max Racing in die Super Formula.
Aufseiten von BMW verabschiedete sich Augusto Farfus, in der Vorsaison Teil des BMW Teams RMG, nach sieben Jahren aus der DTM, arbeitete 2019 im GT-Programm des Herstellers und trat für das BRC Racing Team im Tourenwagen-Weltcup an. Neu ein stieg hingegen Sheldon van der Linde. Er startete für das BMW Team RBM und ersetzte dort Bruno Spengler, der seinerseits innerhalb der BMW-Teams als Ersatz für Farfus zu RMG wechselte.  Für das neue WRT Team Audi Sport fuhr Jonathan Aberdein. Er und van der Linde waren die ersten südafrikanischen Fahrer in der Geschichte der Rennserie. Aberdeins Teamkollege wurde Pietro Fittipaldi. Die beiden bildeten mit 21 beziehungsweise 22 Jahren die jüngste Fahrerpaarung eines Teams in dieser Saison. Da Fittipaldi zugleich Test- und Ersatzfahrer des Haas F1 Teams in der Formel-1-Weltmeisterschaft war und in dieser Funktion bei dem zeitgleich stattfindenden Großen Preis von Kanada 2019 eingesetzt werden sollte, wurde er bei dem Rennwochenende in Misano von dem früheren Motorrad-Weltmeister Andrea Dovizioso im WRT Team Audi Sport vertreten. Weil Jamie Green aus dem Audi Sport Team Rosberg aufgrund einer Blinddarmentzündung für dieses Wochenende ausfiel, wurde er durch den nun doch nicht in Kanada benötigten Fittipaldi ersetzt.
Paul di Resta blieb der DTM bei R-Motorsport als einziger vormaliger Mercedes-Pilot neben Juncadella erhalten. Als dritter Fahrer des Teams wurde di Restas Landsmann Jake Dennis verpflichtet. Gemeinsam mit Juncadella wurde am 19. Februar 2019 Ferdinand von Habsburg als vierter Fahrer bestätigt. Anfang September kündigte der frühere Formel-1-Weltmeister Jenson Button an, als Gastfahrer für Honda in beiden Rennen des Saisonfinales in Hockenheim zu starten. Bei Lexus und Nissan wechselten sich hingegen über das Wochenende zwei Fahrer am Steuer ab; für Lexus waren dies Ryō Hirakawa und Nick Cassidy, für Nissan Tsugio Matsuda und Ronnie Quintarelli.

## Starterfeld
Folgende Fahrer sind in der Saison gestartet:
| Team                           | Nr. | Fahrer                 | Fahrzeug                      | Rennen    | Bild                                               |
| ------------------------------ | --- | ---------------------- | ----------------------------- | --------- | -------------------------------------------------- |
| Audi Sport Team Rosberg        | 33  | René Rast              | Audi Sport RS 5 DTM           | 1–18      | René Rast im Audi Sport RS 5 DTM                   |
| Audi Sport Team Rosberg        | 53  | Jamie Green            | Hoffmann Group Audi RS 5 DTM  | 1–4, 7–18 | Jamie Green im Hoffmann Group Audi RS 5 DTM        |
| Audi Sport Team Rosberg        | 21  | Pietro Fittipaldi      | Hoffmann Group Audi RS 5 DTM  | 5, 6      | Pietro Fittipaldi im Hoffmann Group Audi RS 5 DTM  |
| BMW Team RMR                   | 16  | Timo Glock             | JIVS BMW M4 DTM               | 1–18      | Timo Glock im JIVS BMW M4 DTM                      |
| BMW Team RMR                   | 25  | Philipp Eng            | ZF BMW M4 DTM                 | 1–18      | Philipp Eng im ZF BMW M4 DTM                       |
| BMW Team RMG                   | 07  | Bruno Spengler         | BMW Bank M4 DTM               | 1–18      | Bruno Spengler im BMW Bank M4 DTM                  |
| BMW Team RMG                   | 11  | Marco Wittmann         | Schaeffler BMW M4 DTM         | 1–18      | Marco Wittmann im Schaeffler BMW M4 DTM            |
| Audi Sport Team Abt Sportsline | 04  | Robin Frijns           | Aral Ultimate Audi RS 5 DTM   | 1–18      | Robin Frijns im Aral Ultimate Audi RS 5 DTM        |
| Audi Sport Team Abt Sportsline | 51  | Nico Müller            | Castrol Edge Audi RS 5 DTM    | 1–18      | Nico Müller im Castrol Edge Audi RS 5 DTM          |
| BMW Team RBM                   | 31  | Sheldon van der Linde  | Shell BMW M4 DTM              | 1–18      | Sheldon van der Linde im Shell BMW M4 DTM          |
| BMW Team RBM                   | 47  | Joel Eriksson          | CATL BMW M4 DTM               | 1–18      | Joel Eriksson im CATL BMW M4 DTM                   |
| Audi Sport Team Phoenix        | 28  | Loïc Duval             | Mascot Workwear Audi RS 5 DTM | 1–18      | Loïc Duval im Mascot Workwear Audi RS 5 DTM        |
| Audi Sport Team Phoenix        | 99  | Mike Rockenfeller      | Akrapovič Audi RS 5 DTM       | 1–18      | Mike Rockenfeller im Akrapovič Audi RS 5 DTM       |
| R-Motorsport 1                 | 03  | Paul di Resta          | Aston Martin Vantage DTM      | 1–18      | Paul di Resta im Aston Martin Vantage DTM          |
| R-Motorsport 1                 | 76  | Jake Dennis            | Aston Martin Vantage DTM      | 1–18      | Jake Dennis im Aston Martin Vantage DTM            |
| R-Motorsport 2                 | 23  | Daniel Juncadella      | Aston Martin Vantage DTM      | 1–18      | Daniel Juncadella im Aston Martin Vantage DTM      |
| R-Motorsport 2                 | 62  | Ferdinand von Habsburg | Aston Martin Vantage DTM      | 1–18      | Ferdinand von Habsburg im Aston Martin Vantage DTM |
| WRT Team Audi Sport            | 21  | Pietro Fittipaldi      | WRT Audi RS 5 DTM             | 1–4, 7–18 | Pietro Fittipaldi im WRT Audi RS 5 DTM             |
| WRT Team Audi Sport            | 27  | Jonathan Aberdein      | WRT Audi RS 5 DTM             | 1–18      | Jonathan Aberdein im WRT Audi RS 5 DTM             |
| WRT Team Audi Sport            | 34  | Andrea Dovizioso       | Audi RS 5 DTM                 | 5, 6      |                                                    |
| Lexus Team KeePer TOM’S        | 37  | Ryō Hirakawa           | Lexus LC500                   | 17        | Lexus LC500                                        |
| Lexus Team KeePer TOM’S        | 37  | Nick Cassidy           | Lexus LC500                   | 18        | Lexus LC500                                        |
| Nismo                          | 35  | Tsugio Matsuda         | Nissan GT-R                   | 17        | Nissan GT-R                                        |
| Nismo                          | 35  | Ronnie Quintarelli     | Nissan GT-R                   | 18        | Nissan GT-R                                        |
| Team Kunimitsu                 | 01  | Jenson Button          | Honda NSX-GT                  | 17, 18    | Honda NSX-GT mit der Startnummer 1                 |

### Änderungen in der Übersicht
Die folgende Auflistung enthält einen Überblick über die Fahrer, die an der DTM-Saison 2018 teilgenommen haben und 2019 nicht für dasselbe Team wie im Vorjahr starteten. Daneben werden auch die Einsteiger der Saison 2019 aufgeführt.
Fahrer, die ihr Team gewechselt haben:
- Bruno Spengler: BMW Team RBM → BMW Team RMG
- Paul di Resta: HWA → R-Motorsport
- Daniel Juncadella: HWA → R-Motorsport

Fahrer, die in die DTM einsteigen:
- Sheldon van der Linde: ADAC GT Masters (Land Motorsport)/Blancpain GT Series (W Racing Team) → BMW Team RBM
- Jake Dennis: Blancpain GT Series (R-Motorsport) → R-Motorsport
- Ferdinand von Habsburg: Europäische Formel-3-Meisterschaft (Carlin Motorsport) → R-Motorsport
- Jonathan Aberdein: Europäische Formel-3-Meisterschaft (Motopark Academy) → WRT Team Audi Sport
- Pietro Fittipaldi: IndyCar Series (Dale Coyne Racing) → Audi Sport Team Rosberg/WRT Team Audi Sport
- Andrea Dovizioso: MotoGP (Ducati MotoGP Team) → WRT Team Audi Sport
- Jenson Button: Super GT (Team Kunimitsu) → Team Kunimitsu
- Nick Cassidy: Super GT (KeePer Motor Sports) → Lexus Team KeePer TOM’S
- Ryō Hirakawa: Super GT (KeePer Motor Sports) → Lexus Team KeePer TOM’S
- Tsugio Matsuda: Super GT (Nismo) → Nismo
- Ronnie Quintarelli: Super GT (Nismo) → Nismo

Fahrer, die die DTM verlassen haben:
- Pascal Wehrlein: HWA → FIA-Formel-E-Meisterschaft (Mahindra Racing)
- Gary Paffett: HWA → FIA-Formel-E-Meisterschaft (HWA)
- Edoardo Mortara: HWA → FIA-Formel-E-Meisterschaft (Venturi Formula E Team)
- Augusto Farfus: BMW Team RMG → GT-Sport (BMW)/Tourenwagen-Weltcup (BRC Racing Team)
- Lucas Auer: HWA → Super Formula (B-Max Racing)

### Liste der Teilnehmer

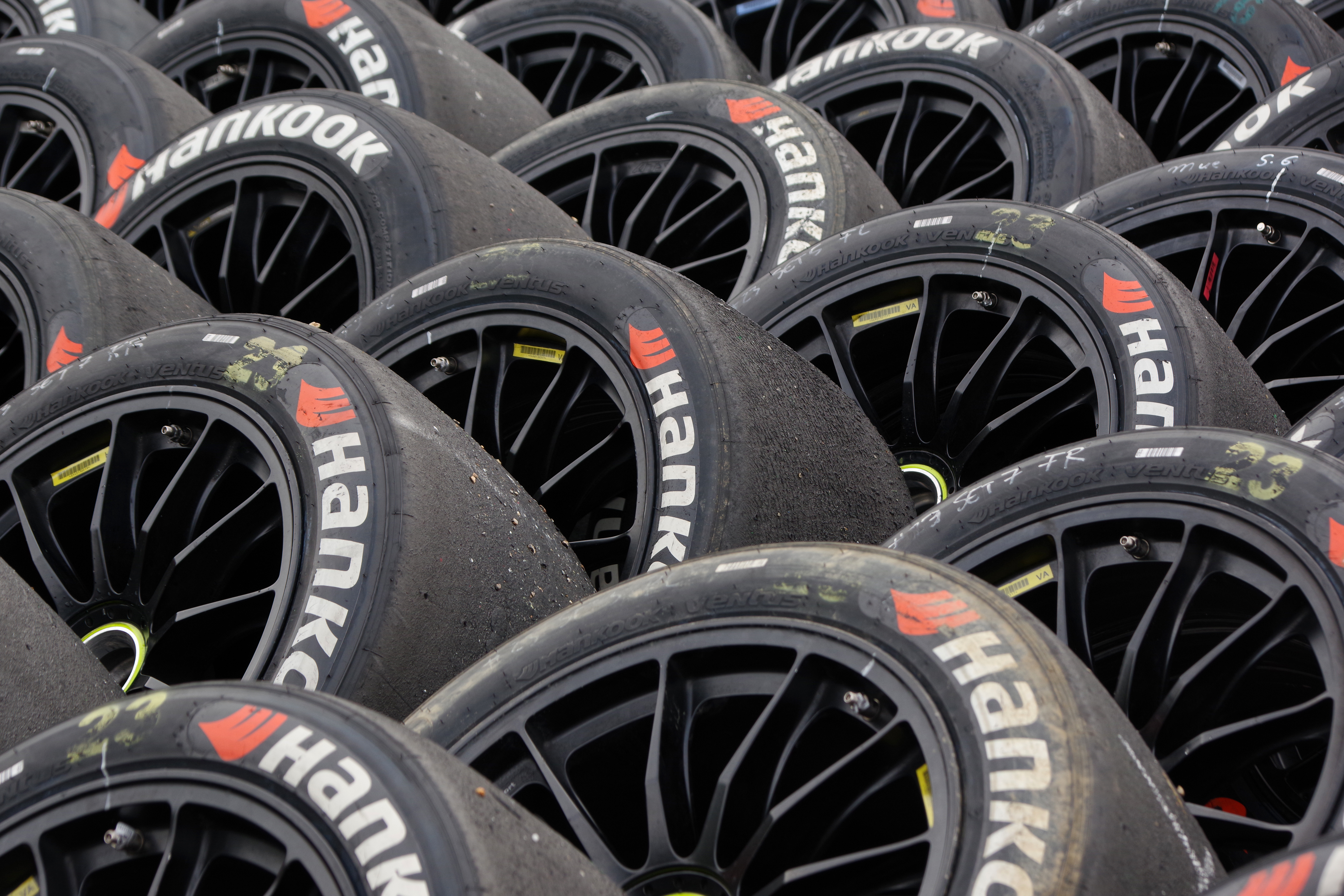
Reifen von Hankook Tire bei der Veranstaltung in Brands Hatch

Das Teilnehmerfeld umfasste ohne Gaststarter 18 Fahrzeuge. Wie in den Vorjahren verwendeten alle Teams Reifen von Hankook Tire. Da in die Teamwertung nur die Ergebnisse von zwei Fahrzeugen pro Team einfließen konnten, fuhren Timo Glock und Philipp Eng für das gemeinsam von Reinhold Motorsport und Racing Bart Mampaey betreute BMW Team RMR. Bei Aston Martin gab es die Teams R-Motorsport 1, bestehend aus Paul di Resta und Jake Dennis, sowie R-Motorsport 2, dem Daniel Juncadella und Ferdinand von Habsburg angehörten. Die folgende Tabelle gibt einen Überblick, welche Fahrer in der DTM-Saison 2019 in welchem Team antraten. Zunächst werden die etablierten Teams in der Reihenfolge der Teamwertung des Vorjahres aufgeführt. Es folgen die neu eingestiegenen Teams sowie die japanischen GT-Teams jeweils alphabetisch sortiert.

## Saisonvorbereitung
Die ersten Testfahrten mit den Fahrzeugen für die Saison 2019 fanden zwischen 12. und 14. November 2018 im portugiesischen Estoril statt. Für Audi kamen Nico Müller, René Rast und Mike Rockenfeller zum Einsatz, für BMW testeten Bruno Spengler und Marco Wittmann. Aston Martin nahm an diesen Tests noch nicht teil. Erstmals gingen die Briten bei den Tests in Jerez de la Frontera Anfang März 2019 mit Jake Dennis und Paul di Resta auf die Strecke. Für Audi fuhren dort Müller und Rast, für BMW Timo Glock und Spengler. Von 27. bis 29. März 2019 absolvierten Dennis, Ferdinand von Habsburg und Daniel Juncadella drei weitere Testtage für Aston Martin in Estoril.
Die offiziellen ITR-Testfahrten erfolgten von 15. bis 18. April 2019 auf dem Lausitzring. Audi war mit neun, BMW mit drei und Aston Martin mit zwei Fahrzeugen vor Ort, die auch in einem Rollout, der bereits am Sonntag stattfand, zum Einsatz kamen. Allerdings durfte jedes Team bei den Testfahrten nur jeweils ein Fahrzeug einsetzen, somit standen Audi vier, BMW drei und Aston Martin zwei Fahrzeuge zur Verfügung.
Am ersten Testtag gab es eine Dreifachführung für Audi. Die schnellste Runde fuhr Mike Rockenfeller in 1:35,190 Minuten vor Jamie Green und Nico Müller. Der Test dauerte sechs Stunden und wurde planmäßig durch eine knapp dreistündige Pause unterbrochen. Am 16. April konnten die Audi-Fahrer die Leistungen des Vortags bestätigen: Loïc Duval erzielte in 1:36,130 Minuten die schnellste Runde. Ihm folgten René Rast und Robin Frijns auf den Plätzen zwei und drei. Alle drei hatten an diesem Tag die Fahrzeuge von ihren jeweiligen Teamkollegen bei Phoenix (Duval), Rosberg (Rast) beziehungsweise Abt (Frijns) übernommen. BMW hatte mit technischen Schwierigkeiten zu kämpfen: So konnte Spengler nur eine Runde fahren, die nicht gezeitet wurde und Joel Eriksson absolvierte, bedingt durch Elektronikprobleme, lediglich 14 Umläufe. Der Test dauerte fünf Stunden und 40 Minuten. Auch der dritte Tag war von Audi-Fahrzeugen an der Spitze des Klassements geprägt. Frijns war mit einer Zeit von 1:35,169 Minuten Schnellster vor Rast und Rockenfeller. Frijns unterbot damit auch Rockenfellers am Montag erzielte Bestzeit. Im Vergleich zu den ersten beiden Tagen wechselten sich die Piloten angesichts der elf Stunden Testdauer zum Teil am Steuer ab. Am vierten Tag standen ebenfalls elf Stunden Testdauer zur Verfügung. Die schnellste Runde fuhr Müller in 1:35,681 Minuten vor Green und Duval. Somit bildeten auch am vierten Testtag mindestens drei Audi-Piloten die Spitze des Feldes.
Insgesamt legten die 18 Piloten an den vier Tagen 3921 Runden, was einer Distanz von 17.777,814 Kilometern entspricht, zurück. Die schnellste Runde erzielte Robin Frijns am Mittwoch, die größte Distanz absolvierte Sheldon van der Linde mit 348 Runden. Audi schien einen Vorteil bezüglich der Zuverlässigkeit und der Geschwindigkeit gegenüber den Konkurrenten zu haben. Aston-Martin-Fahrer Jake Dennis merkte jedoch gegenüber Motorsport-Total.com an: „Beim Renntempo können wir auf jeden Fall mit Audi mithalten, wenn wir nicht sogar besser sind.“ Ähnlich sah es auch René Rast: „Die haben von Jerez zu hier einen richtigen Schritt gemacht. Nach dem ersten Test in Jerez sah es ja nicht so aus, aber auf einmal sind sie hier wirklich bärenstark.“ BMW-Motorsportdirektor Jens Marquardt zog angesichts der technischen Probleme seiner Marke an den ersten beiden Tagen ein gemischtes Fazit.

## Rennkalender und Ergebnisse
Der vorläufige Rennkalender wurde am 12. Oktober 2018 veröffentlicht.
| Runde | Rennstrecke    | Datum         | Sieger                                       | Zweiter                                       | Dritter                                       | Pole- Position                               | Schnellste Rennrunde                          |
| ----- | -------------- | ------------- | -------------------------------------------- | --------------------------------------------- | --------------------------------------------- | -------------------------------------------- | --------------------------------------------- |
| 1     | Hockenheimring | 4. Mai        | Marco Wittmann (BMW Team RMG)                | Mike Rockenfeller (Audi Sport Team Phoenix)   | Robin Frijns (Audi Sport Team Abt Sportsline) | Marco Wittmann (BMW Team RMG)                | Timo Glock (BMW Team RMR)                     |
| 2     | Hockenheimring | 5. Mai        | René Rast (Audi Sport Team Rosberg)          | Nico Müller (Audi Sport Team Abt Sportsline)  | Robin Frijns (Audi Sport Team Abt Sportsline) | Philipp Eng (BMW Team RMR)                   | Pietro Fittipaldi (WRT Team Audi Sport)       |
| 3     | Zolder         | 18. Mai       | Philipp Eng (BMW Team RMR)                   | Joel Eriksson (BMW Team RBM)                  | Nico Müller (Audi Sport Team Abt Sportsline)  | Marco Wittmann (BMW Team RMG)                | Robin Frijns (Audi Sport Team Abt Sportsline) |
| 4     | Zolder         | 19. Mai       | René Rast (Audi Sport Team Rosberg)          | Philipp Eng (BMW Team RMR)                    | Jamie Green (Audi Sport Team Rosberg)         | Sheldon van der Linde (BMW Team RBM)         | Philipp Eng (BMW Team RMR)                    |
| 5     | Misano         | 7. Juni       | Marco Wittmann (BMW Team RMG)                | René Rast (Audi Sport Team Rosberg)           | Loïc Duval (Audi Sport Team Phoenix)          | René Rast (Audi Sport Team Rosberg)          | Philipp Eng (BMW Team RMR)                    |
| 6     | Misano         | 8. Juni       | Nico Müller (Audi Sport Team Abt Sportsline) | Philipp Eng (BMW Team RMR)                    | René Rast (Audi Sport Team Rosberg)           | René Rast (Audi Sport Team Rosberg)          | Robin Frijns (Audi Sport Team Abt Sportsline) |
| 7     | Norisring      | 6. Juli       | René Rast (Audi Sport Team Rosberg)          | Nico Müller (Audi Sport Team Abt Sportsline)  | Joel Eriksson (BMW Team RBM)                  | Nico Müller (Audi Sport Team Abt Sportsline) | Nico Müller (Audi Sport Team Abt Sportsline)  |
| 8     | Norisring      | 7. Juli       | Bruno Spengler (BMW Team RMG)                | Jamie Green (Audi Sport Team Rosberg)         | Mike Rockenfeller (Audi Sport Team Phoenix)   | René Rast (Audi Sport Team Rosberg)          | Nico Müller (Audi Sport Team Abt Sportsline)  |
| 9     | Assen          | 20. Juli      | Marco Wittmann (BMW Team RMG)                | Nico Müller (Audi Sport Team Abt Sportsline)  | René Rast (Audi Sport Team Rosberg)           | Marco Wittmann (BMW Team RMG)                | Nico Müller (Audi Sport Team Abt Sportsline)  |
| 10    | Assen          | 21. Juli      | Mike Rockenfeller (Audi Sport Team Phoenix)  | Marco Wittmann (BMW Team RMG)                 | Nico Müller (Audi Sport Team Abt Sportsline)  | René Rast (Audi Sport Team Rosberg)          | Philipp Eng (BMW Team RMR)                    |
| 11    | Brands Hatch   | 10. August    | Marco Wittmann (BMW Team RMG)                | René Rast (Audi Sport Team Rosberg)           | Nico Müller (Audi Sport Team Abt Sportsline)  | Marco Wittmann (BMW Team RMG)                | Philipp Eng (BMW Team RMR)                    |
| 12    | Brands Hatch   | 11. August    | René Rast (Audi Sport Team Rosberg)          | Nico Müller (Audi Sport Team Abt Sportsline)  | Robin Frijns (Audi Sport Team Abt Sportsline) | René Rast (Audi Sport Team Rosberg)          | Pietro Fittipaldi (WRT Team Audi Sport)       |
| 13    | Lausitzring    | 24. August    | Nico Müller (Audi Sport Team Abt Sportsline) | Robin Frijns (Audi Sport Team Abt Sportsline) | Mike Rockenfeller (Audi Sport Team Phoenix)   | René Rast (Audi Sport Team Rosberg)          | Robin Frijns (Audi Sport Team Abt Sportsline) |
| 14    | Lausitzring    | 25. August    | René Rast (Audi Sport Team Rosberg)          | Nico Müller (Audi Sport Team Abt Sportsline)  | Mike Rockenfeller (Audi Sport Team Phoenix)   | Jamie Green (Audi Sport Team Rosberg)        | Philipp Eng (BMW Team RMR)                    |
| 15    | Nürburgring    | 14. September | René Rast (Audi Sport Team Rosberg)          | Bruno Spengler (BMW Team RMG)                 | Marco Wittmann (BMW Team RMG)                 | René Rast (Audi Sport Team Rosberg)          | René Rast (Audi Sport Team Rosberg)           |
| 16    | Nürburgring    | 15. September | Jamie Green (Audi Sport Team Rosberg)        | Robin Frijns (Audi Sport Team Abt Sportsline) | René Rast (Audi Sport Team Rosberg)           | Jamie Green (Audi Sport Team Rosberg)        | René Rast (Audi Sport Team Rosberg)           |
| 17    | Hockenheimring | 5. Oktober    | René Rast (Audi Sport Team Rosberg)          | Marco Wittmann (BMW Team RMG)                 | Mike Rockenfeller (Audi Sport Team Phoenix)   | René Rast (Audi Sport Team Rosberg)          | Nico Müller (Audi Sport Team Abt Sportsline)  |
| 18    | Hockenheimring | 6. Oktober    | Nico Müller (Audi Sport Team Abt Sportsline) | Mike Rockenfeller (Audi Sport Team Phoenix)   | René Rast (Audi Sport Team Rosberg)           | Nico Müller (Audi Sport Team Abt Sportsline) | Mike Rockenfeller (Audi Sport Team Phoenix)   |

## Saisonverlauf

### Übersicht
Den Fahrertitel der DTM-Saison 2019 gewann im drittletzten Saisonrennen am Nürburgring vorzeitig der Deutsche René Rast. Er hatte die Gesamtführung im fünften Rennen in Misano übernommen und gab sie bis zum Jahresende nicht mehr ab. Für Rast war es in seiner dritten vollen Saison in der Serie nach vereinzelten Starts 2016 der zweite Titel, nachdem er 2017 erstmals Meister geworden und im Vorjahr nur knapp gegenüber Gary Paffett aus dem Vereinigten Königreich unterlegen war. Für sein Audi Sport Team Rosberg war es ebenfalls der zweite Fahrertitel nach 2017. Zum neunten Mal seit Neugründung der Serie im Jahr 2000 steuerte der Fahrermeister ein Fahrzeug aus dem Hause Audi. Damit ließ man Mercedes-Benz (acht Fahrertitel) in dieser Statistik hinter sich. Vize-Meister wurde Rasts Markenkollege Nico Müller. Der Schweizer, der für das Audi Sport Team Abt Sportsline fuhr, erzielte in seiner sechsten DTM-Saison sein bestes Gesamtresultat. Zuvor war dies der neunte Rang aus der Saison 2016 gewesen. Auf Platz drei der Fahrerwertung war der Deutsche Marco Wittmann aus dem BMW Team RMG, Gesamtsieger der Jahre 2014 und 2016, in diesem Jahr der bestplatzierte BMW-Fahrer. Mit dem Briten Jamie Green als zweitem Fahrer sicherte sich das Audi Sport Team Rosberg im vorletzten Saisonrennen ebenfalls vorzeitig seinen zweiten Titel in der Teammeisterschaft nach 2017. In dieser Wertung folgten die beiden weiteren Audi-Werksteams, das Audi Sport Team Abt Sportsline und das Audi Sport Team Phoenix, auf den Rängen zwei beziehungsweise drei. Zuvor hatte Audi für einen Rekord gesorgt, als man bereits im 14. der 18 Saisonrennen auf dem Lausitzring die Markenwertung für sich entschied. Es war der siebte Markentitel für Audi. BMW sowie Aston Martin folgten auf den Plätzen.
Neben dem Gesamtsieg konnte René Rast auch sieben Tagessiege für sich verbuchen. Damit stellte er seinen persönlichen Bestwert aus dem Vorjahr ein. Mehr Rennen innerhalb einer Saison konnte nur Laurent Aïello im Jahr 2002 gewinnen. Zudem entschied Rast 17 Läufe aus den letzten drei Jahren für sich. Daneben konnten Marco Wittmann (vier Siege) sowie Nico Müller (drei) mehrfach Rennen gewinnen. Philipp Eng erreichte in Zolder am Samstag seinen ersten DTM-Sieg. Die Sieger der übrigen Rennen hießen Bruno Spengler, Mike Rockenfeller und Jamie Green. Für alle drei war es jeweils der erste Sieg seit 2017. Rast ging mit acht Pole-Positions auch am häufigsten von der vordersten Startposition ins Rennen, Eng erzielte mit fünf die meisten schnellsten Rennrunden. Die Aston-Martin-Fahrer konnten im Saisonverlauf keine Podiumsplatzierungen erreichen. Beste Resultate waren zwei sechste Plätze von Jake Dennis im Sonntagsrennen von Zolder sowie von Daniel Juncadella im Samstagsrennen von Nürnberg. Juncadella war mit 23 Punkten auf Rang 14 bestplatzierter Pilot der Marke im Abschlussklassement. Die Teams von R-Motorsport belegten die letzten Plätze der entsprechenden Wertung. Somit lag man noch hinter dem einzigen Kundenteam der Saison, dem WRT Team Audi Sport, dessen beste Resultate Jonathan Aberdein erzielte, der sich im Sonntagsrennen von Assen sowie im Samstagsrennen von Nürburgring als Vierter klassifizieren konnte. Zudem startete er mehrfach aus der ersten Startreihe, ein Podestplatz blieb jedoch sowohl ihm als auch seinem Teamkollegen Pietro Fittipaldi während des gesamten Jahres verwehrt.

### Rennberichte

#### Saisonauftakt in Hockenheim
| Platz | Fahrer            | Team           | Zeit        |
| ----- | ----------------- | -------------- | ----------- |
| 01    | Marco Wittmann    | RMG            | 1:03:30,158 |
| 02    | Mike Rockenfeller | Phoenix        | + 13,727    |
| 03    | Robin Frijns      | Abt Sportsline | + 20,954    |
|       |                   |                |             |
| PP    | Marco Wittmann    | RMG            | 1:48,215    |
| SR    | Timo Glock        | RMR            | 1:42,469    |

| Platz | Fahrer            | Team           | Zeit      |
| ----- | ----------------- | -------------- | --------- |
| 01    | René Rast         | Rosberg        | 58:53,819 |
| 02    | Nico Müller       | Abt Sportsline | + 11,922  |
| 03    | Robin Frijns      | Abt Sportsline | + 12,184  |
|       |                   |                |           |
| PP    | Philipp Eng       | RMR            | 1:28,972  |
| SR    | Pietro Fittipaldi | WRT            | 1:30,401  |

#### Zolder
| Platz | Fahrer         | Team           | Zeit      |
| ----- | -------------- | -------------- | --------- |
| 01    | Philipp Eng    | RMR            | 59:34,758 |
| 02    | Joel Eriksson  | RBM            | + 8,645   |
| 03    | Nico Müller    | Abt Sportsline | + 8,829   |
|       |                |                |           |
| PP    | Marco Wittmann | RMG            | 1:21,307  |
| SR    | Robin Frijns   | Abt Sportsline | 1:23,751  |

| Platz | Fahrer                | Team    | Zeit      |
| ----- | --------------------- | ------- | --------- |
| 01    | René Rast             | Rosberg | 59:24,539 |
| 02    | Philipp Eng           | RMR     | + 9,845   |
| 03    | Jamie Green           | Rosberg | + 11,791  |
|       |                       |         |           |
| PP    | Sheldon van der Linde | RBM     | 1:21,590  |
| SR    | Philipp Eng           | RMR     | 1:23,600  |

#### Misano
| Platz | Fahrer         | Team    | Zeit        |
| ----- | -------------- | ------- | ----------- |
| 01    | Marco Wittmann | RMG     | 1:00:42,631 |
| 02    | René Rast      | Rosberg | + 8,238     |
| 03    | Loïc Duval     | Phoenix | + 17,686    |
|       |                |         |             |
| PP    | René Rast      | Rosberg | 1:25,294    |
| SR    | Philipp Eng    | RMR     | 1:27,991    |

| Platz | Fahrer       | Team           | Zeit      |
| ----- | ------------ | -------------- | --------- |
| 01    | Nico Müller  | Abt Sportsline | 57:37,468 |
| 02    | Philipp Eng  | RMR            | + 7,628   |
| 03    | René Rast    | Rosberg        | + 16,804  |
|       |              |                |           |
| PP    | René Rast    | Rosberg        | 1:25,384  |
| SR    | Robin Frijns | Abt Sportsline | 1:27,291  |

#### Nürnberg
| Platz | Fahrer        | Team           | Zeit      |
| ----- | ------------- | -------------- | --------- |
| 01    | René Rast     | Rosberg        | 57:31,554 |
| 02    | Nico Müller   | Abt Sportsline | + 34,498  |
| 03    | Joel Eriksson | RBM            | + 34,692  |
|       |               |                |           |
| PP    | Nico Müller   | Abt Sportsline | 46,337    |
| SR    | Nico Müller   | Abt Sportsline | 47,391    |

| Platz | Fahrer            | Team           | Zeit      |
| ----- | ----------------- | -------------- | --------- |
| 01    | Bruno Spengler    | RMG            | 56:15,610 |
| 02    | Jamie Green       | Rosberg        | + 5,765   |
| 03    | Mike Rockenfeller | Phoenix        | + 6,833   |
|       |                   |                |           |
| PP    | René Rast         | Rosberg        | 46,146    |
| SR    | Nico Müller       | Abt Sportsline | 46,618    |

## Qualifying- und Rennduelle
Die folgenden beiden Tabellen zeigen, welche Fahrer im jeweiligen Team die besseren Platzierungen im Qualifying beziehungsweise im Rennen erreicht haben. Erreicht in einem Rennen kein Fahrer eines Teams die Wertung, so wird dies als null zu null gewertet (Stand: 21. Juli 2019).
| Fahrer                         | :                              | Fahrer                         |
| Audi Sport Team Abt Sportsline | Audi Sport Team Abt Sportsline | Audi Sport Team Abt Sportsline |
| ------------------------------ | ------------------------------ | ------------------------------ |
| Robin Frijns                   | 6:4                            | Nico Müller                    |
| Audi Sport Team Phoenix        |                                |                                |
| Loïc Duval                     | 6:2                            | Mike Rockenfeller              |
| Audi Sport Team Rosberg        |                                |                                |
| René Rast                      | 7:1                            | Jamie Green                    |
| René Rast                      | 2:0                            | Pietro Fittipaldi              |
| BMW Team RBM                   |                                |                                |
| Sheldon van der Linde          | 7:3                            | Joel Eriksson                  |
| BMW Team RMG                   |                                |                                |
| Bruno Spengler                 | 4:6                            | Marco Wittmann                 |
| BMW Team RMR                   |                                |                                |
| Timo Glock                     | 3:7                            | Philipp Eng                    |
| R-Motorsport 1                 |                                |                                |
| Paul di Resta                  | 6:4                            | Jake Dennis                    |
| R-Motorsport 2                 |                                |                                |
| Daniel Juncadella              | 10:0                           | Ferdinand von Habsburg         |
| WRT Team Audi Sport            |                                |                                |
| Pietro Fittipaldi              | 3:5                            | Jonathan Aberdein              |
| Andrea Dovizioso               | 0:2                            | Jonathan Aberdein              |

| Fahrer                         | :                              | Fahrer                         |
| Audi Sport Team Abt Sportsline | Audi Sport Team Abt Sportsline | Audi Sport Team Abt Sportsline |
| ------------------------------ | ------------------------------ | ------------------------------ |
| Robin Frijns                   | 2:8                            | Nico Müller                    |
| Audi Sport Team Phoenix        |                                |                                |
| Loïc Duval                     | 4:5                            | Mike Rockenfeller              |
| Audi Sport Team Rosberg        |                                |                                |
| René Rast                      | 5:3                            | Jamie Green                    |
| René Rast                      | 2:0                            | Pietro Fittipaldi              |
| BMW Team RBM                   |                                |                                |
| Sheldon van der Linde          | 5:5                            | Joel Eriksson                  |
| BMW Team RMG                   |                                |                                |
| Bruno Spengler                 | 5:5                            | Marco Wittmann                 |
| BMW Team RMR                   |                                |                                |
| Timo Glock                     | 1:9                            | Philipp Eng                    |
| R-Motorsport 1                 |                                |                                |
| Paul di Resta                  | 3:7                            | Jake Dennis                    |
| R-Motorsport 2                 |                                |                                |
| Daniel Juncadella              | 5:4                            | Ferdinand von Habsburg         |
| WRT Team Audi Sport            |                                |                                |
| Pietro Fittipaldi              | 3:5                            | Jonathan Aberdein              |
| Andrea Dovizioso               | 0:2                            | Jonathan Aberdein              |

## Meisterschaftsergebnisse

### Punktesystem
Punkte wurden an die ersten 10 klassifizierten Fahrer in folgender Anzahl vergeben:
| Platz  | 1. | 2. | 3. | 4. | 5. | 6. | 7. | 8. | 9. | 10. |
| Punkte | 25 | 18 | 15 | 12 | 10 | 8  | 6  | 4  | 2  | 1   |

Die ersten drei Fahrer des Qualifyings erhielten zusätzlich folgende Punkte:
| Platz  | 1. | 2. | 3. |
| Punkte | 3  | 2  | 1  |

### Fahrerwertung
| Pos.                                     | Fahrer           | Hersteller   | HO1  | HO1 | ZOL  | ZOL | MIS | MIS | NOR | NOR | ASS | ASS | BRH | BRH | LAU  | LAU | NÜR | NÜR | HO2 | HO2 | Punkte |
| Pos.                                     | Fahrer           | Hersteller   | 1    | 2   | 3    | 4   | 5   | 6   | 7   | 8   | 9   | 10  | 11  | 12  | 13   | 14  | 15  | 16  | 17  | 18  | Punkte |
| ---------------------------------------- | ---------------- | ------------ | ---- | --- | ---- | --- | --- | --- | --- | --- | --- | --- | --- | --- | ---- | --- | --- | --- | --- | --- | ------ |
| 01                                       | R. Rast          | Audi         | 16*  | 1   | DNF2 | 12  | 21  | 31  | 13  | 71  | 32  | 51  | 2   | 1   | DNF1 | 1   | 1   | 32  | 1   | 3   | 322    |
| 02                                       | N. Müller        | Audi         | 8    | 2   | 3    | 8   | 5   | 1   | 21  | 82  | 2   | 3   | 3   | 2   | 13   | 23  | 153 | 6   | 17  | 12  | 250    |
| 03                                       | M. Wittmann      | BMW          | 1    | 82  | 71   | 13  | 1   | DNF | 8   | 16* | 1   | 2   | 1   | 10  | 4    | 6   | 3   | DNF | 2   | 12  | 202    |
| 04                                       | M. Rockenfeller  | Audi         | 2    | DNF | 5    | 4   | 6   | 10  | DNF | 3   | 9   | 13  | 7   | 6   | 3    | 3   | DNF | 73  | 3   | 21  | 182    |
| 05                                       | R. Frijns        | Audi         | 3    | 3   | 12   | DNF | NC  | 42  | DNF | 4   | DNF | 6   | 4   | 3   | 2    | 5   | DSQ | 2   | 4   | 7   | 157    |
| 06                                       | P. Eng           | BMW          | 14   | 41  | 1    | 23  | 7   | 2   | 7   | 5   | 4   | 13  | 6   | 5   | 5    | 10  | 13  | 8   | DNF | 14  | 144    |
| 07                                       | L. Duval         | Audi         | 5    | DNF | 4    | 11  | 3   | 11  | 4   | 63  | 83  | 11  | 53  | 42  | 6    | 8   | 5   | 4   | 5   | 10  | 134    |
| 08                                       | J. Green         | Audi         | 12   | 9   | 6    | 3   | INJ | INJ | 11  | 2   | 7   | 9   | 11  | 15  | 102  | 41  | 6   | 1   | 11  | 5   | 115    |
| 09                                       | B. Spengler      | BMW          | 7    | 5   | 103  | 7   | 4   | 8   | 52  | 1   | 15  | DNF | 12  | DNF | 9    | 14  | 2   | 10  | 8   | 9   | 106    |
| 10                                       | J. Aberdein      | Audi         | 15   | 12  | DNF  | 12  | 82  | 73  | 13  | 14  | 6   | 42  | 9   | 13  | 14   | 62  | 4   | 5   | 12  | DNF | 67     |
| 11                                       | J. Eriksson      | BMW          | 13   | 10  | 2    | 10  | DNF | 6   | 3   | 13  | 16  | 16* | DNS | DNF | 8    | 13  | 8   | 11  | 9   | 6   | 61     |
| 12                                       | T. Glock         | BMW          | 4    | 6   | 13   | 14  | 10  | DNF | DNF | 9   | 5   | 14  | 13  | 12  | DNF  | 15* | 9   | 9   | 6   | 43  | 58     |
| 13                                       | S. van der Linde | BMW          | 6    | 14  | 11   | 51  | 9   | 9   | DNF | DNF | 10  | 15  | 8   | 7   | 16   | 11  | 7   | 16  | 14  | 13  | 42     |
| 14                                       | D. Juncadella    | Aston Martin | 9    | 16* | DNF  | DNF | 13  | 14  | 6   | 10  | DNF | 7   | 10  | 8   | 12   | 12  | 10  | 12  | DNF | DNF | 23     |
| 15                                       | P. Fittipaldi    | Audi         | 10   | 15  | 14   | 9   | 11  | 5   | DNF | 15  | 11  | 10  | DNS | 16  | 7    | 9   | 14  | 13  | 13  | 15  | 22     |
| 16                                       | P. di Resta      | Aston Martin | DNF3 | 7   | 8    | DNS | 16* | DNF | 12  | DNF | 14  | 8   | 14* | 14  | 13   | DNF | 12  | DNS | 7   | DNS | 21     |
| 17                                       | J. Dennis        | Aston Martin | 11   | 11  | DNF  | 6   | 15  | 13  | 9   | 12  | 12  | DNF | DNF | 9   | 11   | DNF | DNF | 14  | 10  | 8   | 17     |
| 18                                       | F. von Habsburg  | Aston Martin | DNF  | 13  | 9    | DNF | 14  | 12  | 10  | 11  | 13  | 12  | 15* | 11  | 15   | DNF | 11  | 15  | DNS | 11  | 3      |
| —                                        | A. Dovizioso     | Audi         |      |     |      |     | 12  | 15  |     |     |     |     |     |     |      |     |     |     |     |     | 0      |
| Gaststarter: Nicht punkteberechtigt Anm. |                  |              |      |     |      |     |     |     |     |     |     |     |     |     |      |     |     |     |     |     |        |
| —                                        | J. Button        | Honda        |      |     |      |     |     |     |     |     |     |     |     |     |      |     |     |     | 9   | 16  | —      |
| —                                        | R. Hirakawa      | Lexus        |      |     |      |     |     |     |     |     |     |     |     |     |      |     |     |     | 13  |     | —      |
| —                                        | R. Quintarelli   | Nissan       |      |     |      |     |     |     |     |     |     |     |     |     |      |     |     |     |     | 17  | —      |
| —                                        | T. Matsuda       | Nissan       |      |     |      |     |     |     |     |     |     |     |     |     |      |     |     |     | NC  |     | —      |
| —                                        | N. Cassidy       | Lexus        |      |     |      |     |     |     |     |     |     |     |     |     |      |     |     |     |     | DNF | —      |
| Pos.                                     | Fahrer           | Hersteller   | 1    | 2   | 3    | 4   | 5   | 6   | 7   | 8   | 9   | 10  | 11  | 12  | 13   | 14  | 15  | 16  | 17  | 18  | Punkte |
| Pos.                                     | Fahrer           | Hersteller   | HO1  | HO1 | ZOL  | ZOL | MIS | MIS | NOR | NOR | ASS | ASS | BRH | BRH | LAU  | LAU | NÜR | NÜR | HO2 | HO2 | Punkte |

| \| Farbe \| Bedeutung \| \| ------------- \| --------------------------------------- \| \| Gold \| Sieger \| \| Silber \| 2. Platz \| \| Bronze \| 3. Platz \| \| Grün \| Platzierung in den Punkten \| \| Blau \| Klassifiziert außerhalb der Punkteränge \| \| Violett \| Rennen nicht beendet (DNF) \| \| Violett \| nicht klassifiziert (NC) \| \| Rot \| nicht qualifiziert (DNQ) \| \| Schwarz \| disqualifiziert (DSQ) \| \| Weiß \| nicht am Start (DNS) \| \| Weiß \| zurückgezogen (WD) \| \| Weiß \| Rennen abgesagt (C) \| \| ohne Farbe \| nicht am Training teilgenommen (DNP) \| \| ohne Farbe \| verletzt oder krank (INJ) \| \| ohne Farbe \| ausgeschlossen (EX) \| \| ohne Farbe \| nicht erschienen (DNA) \| \| fett \| Pole-Position \| \| kursiv \| Schnellste Rennrunde \| \| unterstrichen \| WM-Führung \| \| hochgestellt \| Platzierung im Sprintrennen \| | - Fett – Pole-Position - Kursiv – Schnellste Rennrunde - Unterstrichen – Gesamtführender - * – nicht im Ziel, aufgrund der zurückgelegten Distanz, aber gewertet - 1 – 3 Punkte für schnellste Qualifikationsrunde - 2 – 2 Punkte für zweitschnellste Qualifikationsrunde - 3 – 1 Punkt für drittschnellste Qualifikationsrunde |
| Farbe | Bedeutung |
| Gold | Sieger |
| Silber | 2. Platz |
| Bronze | 3. Platz |
| Grün | Platzierung in den Punkten |
| Blau | Klassifiziert außerhalb der Punkteränge |
| Violett | Rennen nicht beendet (DNF) |
| Violett | nicht klassifiziert (NC) |
| Rot | nicht qualifiziert (DNQ) |
| Schwarz | disqualifiziert (DSQ) |
| Weiß | nicht am Start (DNS) |
| Weiß | zurückgezogen (WD) |
| Weiß | Rennen abgesagt (C) |
| ohne Farbe | nicht am Training teilgenommen (DNP) |
| ohne Farbe | verletzt oder krank (INJ) |
| ohne Farbe | ausgeschlossen (EX) |
| ohne Farbe | nicht erschienen (DNA) |
| fett | Pole-Position |
| kursiv | Schnellste Rennrunde |
| unterstrichen | WM-Führung |
| hochgestellt | Platzierung im Sprintrennen |

### Teamwertung
| Pos. | Team                           | Nr.   | HO1  | HO1 | ZOL  | ZOL | MIS | MIS | NOR | NOR | ASS | ASS | BRH | BRH | LAU  | LAU | NÜR | NÜR | HO2 | HO2 | Punkte |
| Pos. | Team                           | Nr.   | 1    | 2   | 3    | 4   | 5   | 6   | 7   | 8   | 9   | 10  | 11  | 12  | 13   | 14  | 15  | 16  | 17  | 18  | Punkte |
| ---- | ------------------------------ | ----- | ---- | --- | ---- | --- | --- | --- | --- | --- | --- | --- | --- | --- | ---- | --- | --- | --- | --- | --- | ------ |
| 01   | Audi Sport Team Rosberg        | 33    | 16*  | 1   | DNF2 | 12  | 21  | 31  | 13  | 71  | 32  | 51  | 2   | 1   | DNF1 | 1   | 1   | 32  | 1   | 3   | 447    |
| 01   | Audi Sport Team Rosberg        | 53/21 | 12   | 9   | 6    | 3   | 11  | 5   | 11  | 2   | 7   | 9   | 11  | 15  | 102  | 41  | 6   | 1   | 11  | 5   | 447    |
| 02   | Audi Sport Team Abt Sportsline | 4     | 3    | 3   | 12   | DNF | NC  | 42  | DNF | 4   | DNF | 6   | 4   | 3   | 2    | 5   | DSQ | 2   | 4   | 7   | 407    |
| 02   | Audi Sport Team Abt Sportsline | 51    | 8    | 2   | 3    | 8   | 5   | 1   | 21  | 82  | 2   | 3   | 3   | 2   | 13   | 23  | 153 | 6   | 17  | 12  | 407    |
| 03   | Audi Sport Team Phoenix        | 28    | 5    | DNF | 4    | 11  | 3   | 11  | 4   | 63  | 83  | 11  | 53  | 42  | 6    | 8   | 5   | 4   | 5   | 10  | 316    |
| 03   | Audi Sport Team Phoenix        | 99    | 2    | DNF | 5    | 4   | 6   | 10  | DNF | 3   | 9   | 13  | 7   | 6   | 3    | 3   | DNF | 73  | 3   | 21  | 316    |
| 04   | BMW Team RMG                   | 7     | 7    | 5   | 103  | 7   | 4   | 8   | 52  | 1   | 15  | DNF | 12  | DNF | 9    | 14  | 2   | 10  | 8   | 9   | 308    |
| 04   | BMW Team RMG                   | 11    | 1    | 82  | 71   | 13  | 1   | DNF | 8   | 16* | 1   | 2   | 1   | 10  | 4    | 6   | 3   | DNF | 2   | 12  | 308    |
| 05   | BMW Team RMR                   | 16    | 4    | 6   | 13   | 14  | 10  | DNF | DNF | 9   | 5   | 14  | 13  | 12  | DNF  | 15* | 9   | 9   | 6   | 43  | 202    |
| 05   | BMW Team RMR                   | 25    | 14   | 41  | 1    | 23  | 7   | 2   | 7   | 5   | 4   | 13  | 6   | 5   | 5    | 10  | 13  | 8   | DNF | 14  | 202    |
| 06   | BMW Team RBM                   | 31    | 6    | 14  | 11   | 51  | 9   | 9   | DNF | DNF | 10  | 15  | 8   | 7   | 16   | 11  | 7   | 16  | 14  | 13  | 103    |
| 06   | BMW Team RBM                   | 47    | 13   | 10  | 2    | 10  | DNF | 6   | 3   | 13  | 16  | 16* | DNS | DNF | 8    | 13  | 8   | 11  | 9   | 6   | 103    |
| 07   | WRT Team Audi Sport            | 21/34 | 10   | 15  | 14   | 9   | 12  | 15  | DNF | 15  | 11  | 10  | DNS | 16  | 7    | 9   | 14  | 13  | 13  | 15  | 79     |
| 07   | WRT Team Audi Sport            | 27    | 15   | 12  | DNF  | 12  | 82  | 73  | 13  | 14  | 6   | 42  | 9   | 13  | 14   | 62  | 4   | 5   | 12  | DNF | 79     |
| 08   | R-Motorsport 1                 | 3     | DNF3 | 7   | 8    | DNS | 16* | DNF | 12  | DNF | 14  | 8   | 14* | 14  | 13   | DNF | 12  | DNS | 7   | DNS | 38     |
| 08   | R-Motorsport 1                 | 76    | 11   | 11  | DNF  | 6   | 15  | 13  | 9   | 12  | 12  | DNF | DNF | 9   | 11   | DNF | DNF | 14  | 10  | 8   | 38     |
| 09   | R-Motorsport 2                 | 23    | 9    | 16* | DNF  | DNF | 13  | 14  | 6   | 10  | DNF | 7   | 10  | 8   | 12   | 12  | 10  | 12  | DNF | DNF | 26     |
| 09   | R-Motorsport 2                 | 62    | DNF  | 13  | 9    | DNF | 14  | 12  | 10  | 11  | 13  | 12  | 15* | 11  | 15   | DNF | 11  | 15  | DNS | 11  | 26     |
| Pos. | Fahrer                         | Nr.   | 1    | 2   | 3    | 4   | 5   | 6   | 7   | 8   | 9   | 10  | 11  | 12  | 13   | 14  | 15  | 16  | 17  | 18  | Punkte |
| Pos. | Fahrer                         | Nr.   | HO1  | HO1 | ZOL  | ZOL | MIS | MIS | NOR | NOR | ASS | ASS | BRH | BRH | LAU  | LAU | NÜR | NÜR | HO2 | HO2 | Punkte |

| \| Farbe \| Bedeutung \| \| ------------- \| --------------------------------------- \| \| Gold \| Sieger \| \| Silber \| 2. Platz \| \| Bronze \| 3. Platz \| \| Grün \| Platzierung in den Punkten \| \| Blau \| Klassifiziert außerhalb der Punkteränge \| \| Violett \| Rennen nicht beendet (DNF) \| \| Violett \| nicht klassifiziert (NC) \| \| Rot \| nicht qualifiziert (DNQ) \| \| Schwarz \| disqualifiziert (DSQ) \| \| Weiß \| nicht am Start (DNS) \| \| Weiß \| zurückgezogen (WD) \| \| Weiß \| Rennen abgesagt (C) \| \| ohne Farbe \| nicht am Training teilgenommen (DNP) \| \| ohne Farbe \| verletzt oder krank (INJ) \| \| ohne Farbe \| ausgeschlossen (EX) \| \| ohne Farbe \| nicht erschienen (DNA) \| \| fett \| Pole-Position \| \| kursiv \| Schnellste Rennrunde \| \| unterstrichen \| WM-Führung \| \| hochgestellt \| Platzierung im Sprintrennen \| | - Fett – Pole-Position - Kursiv – Schnellste Rennrunde - Unterstrichen – Gesamtführender - * – nicht im Ziel, aufgrund der zurückgelegten Distanz, aber gewertet - 1 – 3 Punkte für schnellste Qualifikationsrunde - 2 – 2 Punkte für zweitschnellste Qualifikationsrunde - 3 – 1 Punkt für drittschnellste Qualifikationsrunde |
| Farbe | Bedeutung |
| Gold | Sieger |
| Silber | 2. Platz |
| Bronze | 3. Platz |
| Grün | Platzierung in den Punkten |
| Blau | Klassifiziert außerhalb der Punkteränge |
| Violett | Rennen nicht beendet (DNF) |
| Violett | nicht klassifiziert (NC) |
| Rot | nicht qualifiziert (DNQ) |
| Schwarz | disqualifiziert (DSQ) |
| Weiß | nicht am Start (DNS) |
| Weiß | zurückgezogen (WD) |
| Weiß | Rennen abgesagt (C) |
| ohne Farbe | nicht am Training teilgenommen (DNP) |
| ohne Farbe | verletzt oder krank (INJ) |
| ohne Farbe | ausgeschlossen (EX) |
| ohne Farbe | nicht erschienen (DNA) |
| fett | Pole-Position |
| kursiv | Schnellste Rennrunde |
| unterstrichen | WM-Führung |
| hochgestellt | Platzierung im Sprintrennen |

### Markenwertung
| Pos. | Hersteller   | HO1 | HO1 | ZOL | ZOL | MIS | MIS | NOR | NOR | ASS | ASS | BRH | BRH | LAU | LAU | NÜR | NÜR | HO2 | HO2 | Punkte |
| Pos. | Hersteller   | 1   | 2   | 3   | 4   | 5   | 6   | 7   | 8   | 9   | 10  | 11  | 12  | 13  | 14  | 15  | 16  | 17  | 18  | Punkte |
| ---- | ------------ | --- | --- | --- | --- | --- | --- | --- | --- | --- | --- | --- | --- | --- | --- | --- | --- | --- | --- | ------ |
| 1    | Audi         | 49  | 61  | 47  | 58  | 57  | 68  | 59  | 59  | 50  | 68  | 58  | 76  | 72  | 76  | 59  | 76  | 66  | 73  | 1132   |
| 2    | BMW          | 54  | 39  | 54  | 39  | 45  | 32  | 37  | 37  | 51  | 18  | 3   | 17  | 28  | 9   | 45  | 7   | 34  | 1   | 550    |
| 3    | Aston Martin | 3   | 6   | 6   | 0   | 0   | 0   | 11  | 1   | 0   | 10  | 1   | 6   | 0   | 0   | 1   | 0   | 0   | 4   | 49     |

## Sonstiges

### Ausstrahlung
Wie schon im Vorjahr sind sämtliche Rennen als Liveübertragung bei Sat.1 unter der Marke ran zu sehen. Diese werden von Edgar Mielke kommentiert, an seiner Seite sitzt Timo Scheider als Sportexperte. Ebenso kommen erneut Andrea Kaiser und Matthias Killing als Reporter an der Strecke und in der Boxengasse zum Einsatz.

### Rahmenprogramm
Die neu geschaffene W Series, eine Formel-Rennserie, in der ausschließlich Frauen am Steuer sitzen, wird in ihrer Debüt-Saison 2019 im Rahmenprogramm der DTM ausgetragen. Daneben gastieren neun weitere Serien bei Veranstaltungen der DTM. Welche Serien am jeweiligen Rennwochenende im Programm sind, ist aus den farbigen Markierungen der folgenden Tabelle ersichtlich:
| Rennserie                       | HO1 | ZOL | MIS | NOR | ASS | BRH | LAU | NÜR | HO2 |
| ------------------------------- | --- | --- | --- | --- | --- | --- | --- | --- | --- |
| Audi Sport Seyffarth R8 LMS Cup |     |     |     |     |     |     |     |     |     |
| Belcar Endurance Championship   |     |     |     |     |     |     |     |     |     |
| Boss GP                         |     |     |     |     |     |     |     |     |     |
| Formel Renault 2.0 Eurocup      |     |     |     |     |     |     |     |     |     |
| Lotus Cup Europe                |     |     |     |     |     |     |     |     |     |
| Porsche Carrera Cup Benelux     |     |     |     |     |     |     |     |     |     |
| Porsche Carrera Cup Deutschland |     |     |     |     |     |     |     |     |     |
| Porsche Carrera Cup Frankreich  |     |     |     |     |     |     |     |     |     |
| Tourenwagen Classics            |     |     |     |     |     |     |     |     |     |
| W Series                        |     |     |     |     |     |     |     |     |     |

Zudem sollte das Formula European Masters 2019 bei allen neun Veranstaltungen starten. Dieses wurde jedoch am 22. März 2019 wegen einer zu geringen Teilnehmerzahl abgesagt.